# Parameria
Parameria és un gènere de fanerògames de la família de les Apocynaceae que inclou tres espècies. La seva àrea de distribució original abasta des del sud de la Xina fins a Malàisia. El gènere va ser descrit per George Bentham i publicat a Genera Plantarum 2: 715. 1876.